# Црква Преподобне мати Параскеве у Пиперцима
Црква Преподобне мати Параскеве у Пиперцима, насељеном месту на територији града Бијељина, припада Епархији зворничко–тузланској Српске православне цркве.

## Историјат
Градња је започета 1988. године према пројекту архитекте Светозара Вујошевића из Бара. Темеље је освештао епископ зворничко-тузлански Василије Качавенда 14. маја 1989. године, а новоизграђену цркву 19. јула 1997. Црква Преподобне мати Параскеве је димензија 17×8 метара, представља четврту по реду цркву у Пиперцима. Прва је црква брвнара коју је подигао први свештеник који се помиње на овој парохији Ђорђе Свитлић. Друга је грађена 1923. године и освештана 1927. Изградња треће је започета 1946. године, а освештана је 1957. Зидање постојеће цркве је почело 1988. године поред старог храма, који је већ био оронуо, а у потпуности је уклоњен 1996. године и из њега је у нови храм пренесен иконостас од храстовог дрвета. Првобитне иконе су датирале из 19. века и дело су Душана Алексића, сина сликара Николе Алексића. Црквени сликар Урош Елаковић из Брчког је желео да их освежи, сликао је преко њих и тиме их упропастио. Иконе и цркву је 2008. године осликао Горан Пешић из Чачка.
Пиперачку парохију чине насеља Пиперци, Главичорак, Горња Буковица и Коренита. Садржала је хришћанску заједницу и као своју крсну славу је прослављала Светог мученика Агатоника, док је заједница у Главичорку славила Преподобног Сисоја Великог. У Коренитој је постојала хришћанска заједница која је славила Светога Саву као своју крсну славу. У селу Горња Буковица је постојала организована хришћанска заједница до 70-их година 20. века, а крсна слава им је била Свети апостол Тома. Најстарија матична књига парохије потиче из 1881. године и предата је у архив епархије зворничко-тузланске. У парохијској канцеларији се чувају матичне књиге које датирају од 1900. године.